# اتو فیلی کوسینن
اتو ویلهلم (فیلی) کوسینن (روسی: О́тто Вильге́льмович Ку́усинен, Otto Vilgelmovich Kuusinen؛ ۴ اکتبر ۱۸۸۱ – ۱۷ مهٔ ۱۹۶۴) سیاست‌مدار، مورخ و شاعر کمونیست اهل فنلاند بود.
کوسینن بعد از شکست گارد سرخ فنلاند در جنگ داخلی فنلاند به اتحاد جماهیر شوروی سفر کرد و تا آخر عمر آنجا به فعالیت سیاسی خود ادامه داد.
وی همچنین برندهٔ جوایزی همچون نشان لنین شده‌است.